# Estelle Youssouffa
Estelle Youssouffa (Châtenay-Malabry, 31 de julho de 1978) é uma política francesa que é membro do Parlamento pelo primeiro círculo eleitoral de Mayotte.

## Biografia
Estelle Youssoufa nasceu em Châtenay-Malabry, filha de pai militar mahorais e mãe enfermeira metropolitana.
Ela continuou seus estudos em Mayotte até obter seu bacharelado na escola secundária de Mamoudzou.
Ela então se juntou ao IUT of Tours, onde foi treinada em jornalismo, depois continuou seus estudos na Universidade de Quebec, no Canadá, em Ciências Políticas.
Tornou-se jornalista e apresentadora de televisão trabalhando para,  LCI, TV5 Monde, Al Jazeera English, BFM TV onde iTélé.

#### Carreira política
Ela apareceu durante a crise que paralisou a ilha em 2018 e depois ela isso é, portanto, é candidata nas eleições legislativas de Mayotte que ocorreram em 2022 para o primeiro círculo eleitoral de Mayotte.
Em 19 de junho de 2022 foi eleita deputada pelo primeiro círculo eleitoral de Mayotte e sucedeu Ramlati Ali.
Na Assembleia Nacional
Em 22 de junho de 2022 eles se juntaram ao grupo Liberdades, Independentes, Ultramarinos e Territórios, para o qual ela fez parte do Comitê de Relações Exteriores, com outros seis deputados, foi também nomeada vice-presidente da delegação ultramarina da Assembleia Nacional.